# Endurance (motorfiets)
Endurance is een historisch merk van motorfietsen.
De bedrijfsnaam was: C.B. Harrison Ltd., Birmingham.
Endurance was een Brits merk dat motorfietsen bouwde met de geliefde 269cc-Villiers-inbouwmotor en eigen 259- en 297cc-tweetaktmotoren. De productie begon al in 1909, maar in tegenstelling tot de meeste motorfietsproducenten uit die periode overleefde het merk de Eerste Wereldoorlog en produceerde zelfs tot in 1924.